# Le Printemps (Millet)
Pour les articles homonymes, voir Le Printemps.
Le Printemps est un tableau réalisé par le peintre français Jean-François Millet entre 1868 et 1873. De format horizontal, cette huile sur toile est un paysage à l'arrivée du printemps. Il représente un chemin passant entre deux arbres en direction d'une forêt, sous un ciel nuageux où apparaît un double arc-en-ciel.
Commandée par Frédéric Hartmann en mars 1868 à Munster, dans le Haut-Rhin, l'œuvre fait partie d'un cycle de quatre peintures sur les saisons que l'artiste laisse inachevé à sa mort. Entrée dans les collections publiques en 1887, elle est conservée jusqu'en 1986 au musée du Louvre, et depuis cette date au musée d'Orsay, également à Paris. Un pastel de plus petite taille présentant une composition comparable se trouve au musée Calouste-Gulbenkian, à Lisbonne, au Portugal.

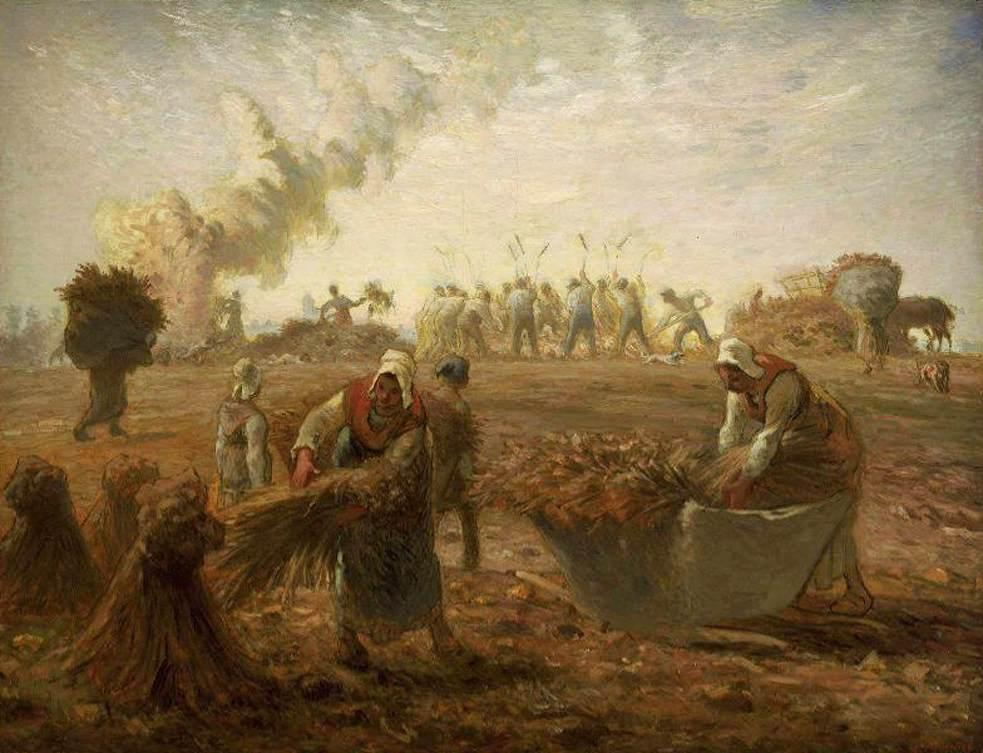
L'Été – Musée des Beaux-Arts, Boston.
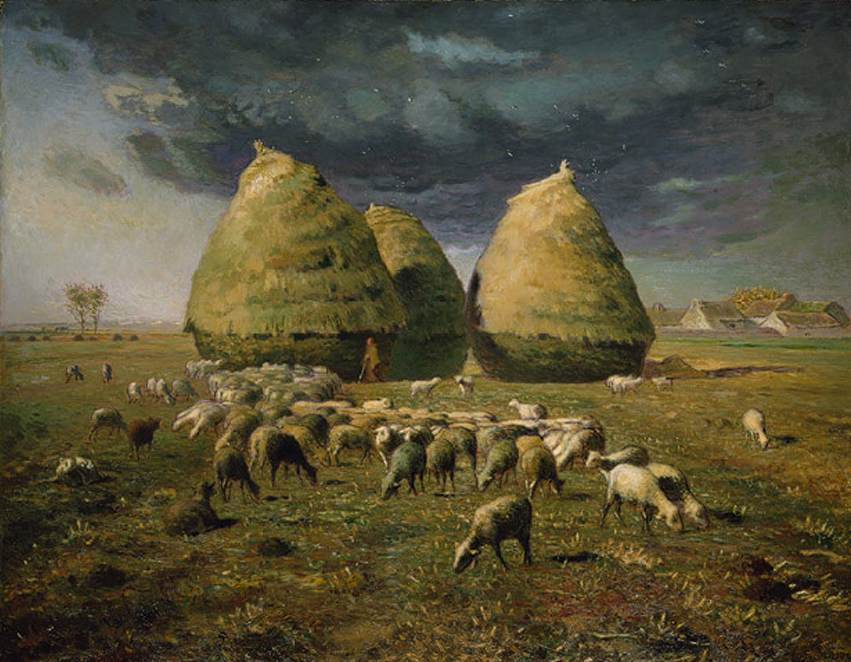
L'Automne – Metropolitan Museum of Art, New York.
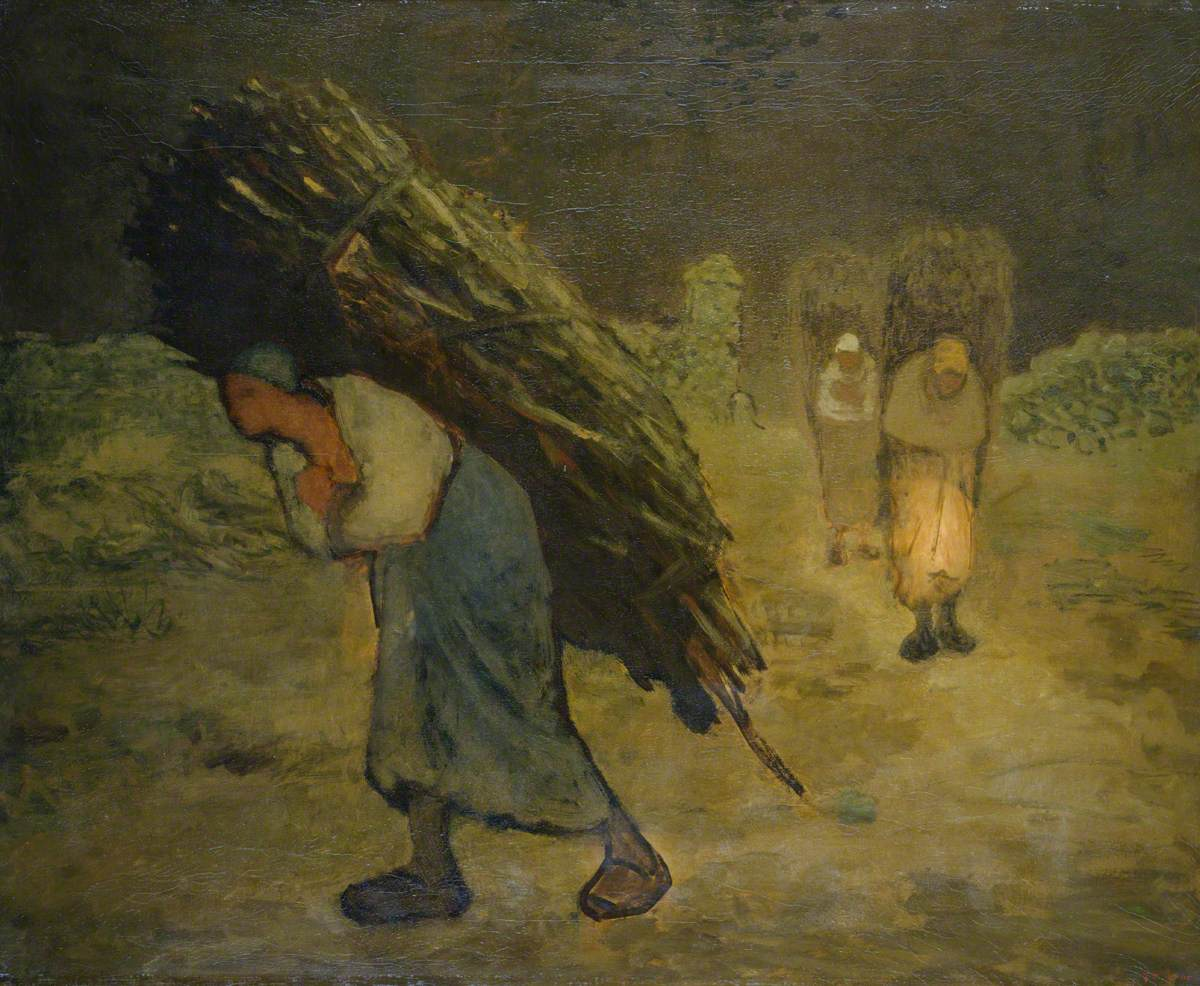
L'Hiver – Musée national du pays de Galles, Cardiff.